# Max von Gallwitz

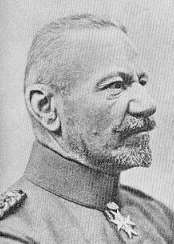
Max von Gallwitz

Max Karl Wilhelm Gallwitz, seit 1913 von Gallwitz (* 2. Mai 1852 in Breslau; † 18. April 1937 in Neapel) war ein preußischer General der Artillerie, der im Ersten Weltkrieg als Armee- und Heeresgruppenbefehlshaber an der Ost- und Westfront sowie auf dem Balkan fungierte. Nach dem Krieg war er als Reichstagsabgeordneter für die DNVP politisch tätig.

## Leben

### Familie
Gallwitz entstammte einer bürgerlichen katholischen Familie. Er war der Sohn des preußischen Kreissteuereinnehmers Karl Gallwitz (1823–1875) und dessen Ehefrau Elisabeth, geborene Buchwald (1824–1895). Er verheiratete sich 1891 mit Friederike, geborene Englerth (* 1871). Aus der Ehe gingen eine Tochter und der Sohn Werner (1893–1944) hervor, der ebenfalls eine Militärkarriere einschlug und brachte es im Zweiten Weltkrieg bis zum Generalleutnant.

### Militärkarriere
Er trat nach seinem Abitur während des Deutsch-Französischen Krieges am 13. August 1870 als Freiwilliger in das Feldartillerie-Regiment Nr. 9 der Preußischen Armee ein. 1877 begann er eine dreijährige Ausbildung an der Kriegsakademie. 1883 erfolgte die Versetzung in den Großen Generalstab. Ab 1886 folgten Verwendungen in verschiedenen Truppengeneralstäben, im Kriegsministerium sowie auf Kommandeursposten. Am 16. Januar 1890 wurde er Kommandeur des Feldartillerie-Regiments „Oranien“ (1. Nassauisches) Nr. 27 in Mainz. Am 23. Mai 1890 zum Major befördert, wurde er am 22. März 1891 Generalstabsoffizier der 9. Division in Glogau. Am 15. Juli 1893 wurde er Stabsoffizier beim VII. Armee-Korps in Münster. Ab 18. Oktober 1895 war er Generalstabsoffizier des 1. Kurhessischen Feldartillerie-Regiments Nr. 11 in Kassel und wurde am 9. Dezember 1896 Oberstleutnant. Am 17. Juni 1897 folgte ein neuerlicher Wechsel in das Kriegsministerium nach Berlin. Am 23. März 1899 wurde er zum Oberst befördert und ab 1. Oktober 1899 als Kommandeur des 5. Badischen Feldartillerie-Regiments Nr. 76 in Freiburg verwendet. Am 18. Mai 1901 wurde er Kommandeur der 29. Feldartillerie-Brigade in Karlsruhe und am 18. Oktober 1902 erfolgte seine Ernennung zum Generalmajor. Am 27. Januar 1903 wurde er Direktor des Armee-Verwaltungs-Departments im Kriegsministerium und stellvertretender Bevollmächtigter zum Bundesrat. Am 16. Oktober 1906 bekam er die Beförderung zum Generalleutnant. Vom 3. Oktober 1906 bis zum 2. April 1911 war er Kommandeur der 15. Division in Köln. Am 4. März 1911 erfolgte seine Ernennung zum Inspekteur der Feldartillerie, am 4. April 1911 erhielt er den Rang eines Generals der Artillerie. 1913 wurde Gallwitz anlässlich des 25-jährigen Regierungsjubiläums von Kaiser Wilhelm II. in den erblichen preußischen Adelsstand erhoben.

#### Erster Weltkrieg

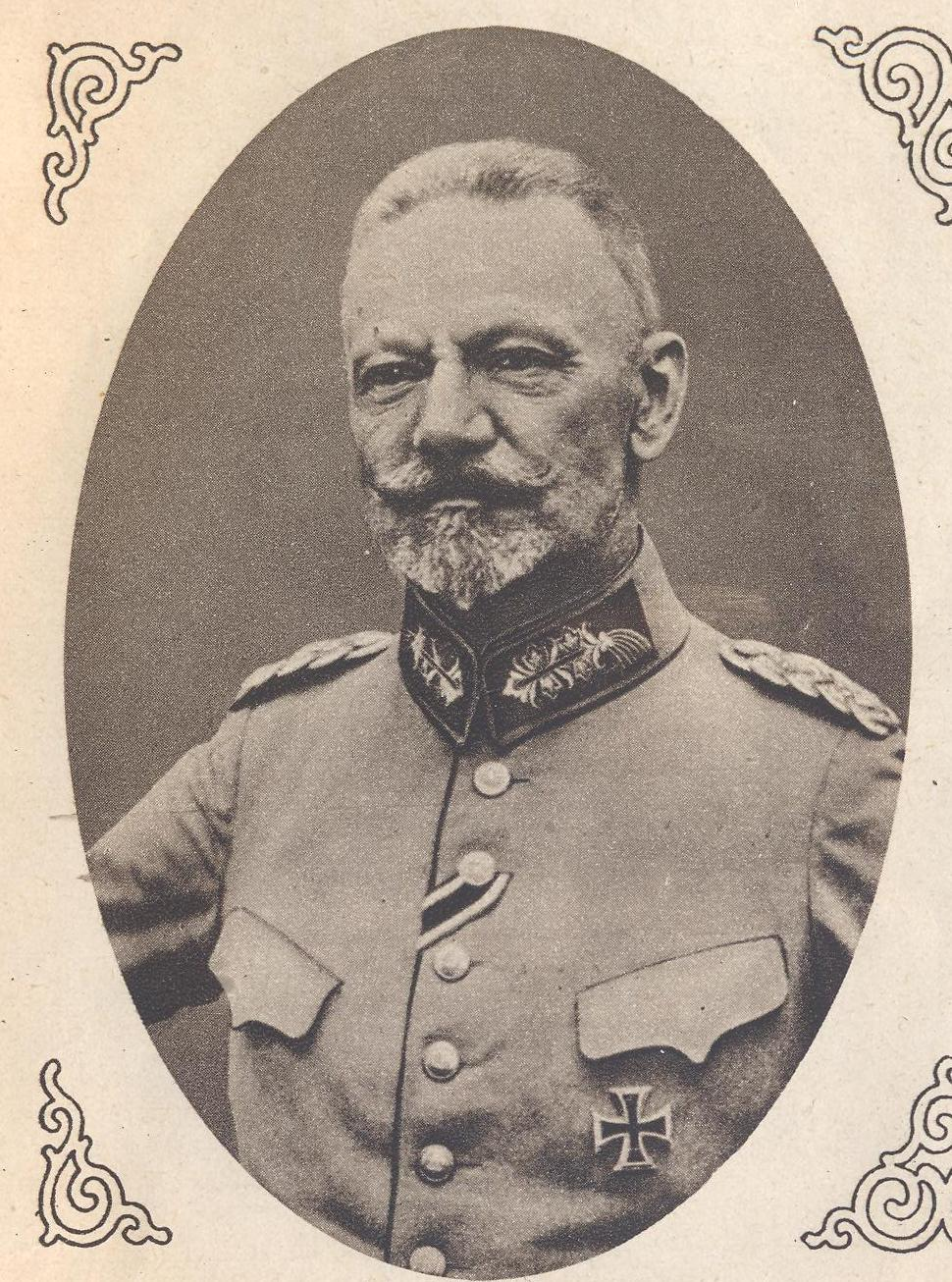
Max von Gallwitz, 1915

Gallwitz wurde zu Kriegsbeginn am 2. August 1914 zum Kommandierenden General des Garde-Reserve-Korps ernannt und nahm an der Westfront auf dem linken Flügel der 2. Armee unter Generaloberst Karl von Bülow in zweiter Linie an der Invasion des neutralen Belgiens teil. Als Artilleriespezialist erhielt Gallwitz den Auftrag, die starke Festung Namur am Maasübergang zu erobern. Dank des von Gallwitz forcierten, sehr konzentrierten und konsequenten Einsatzes schwerer Artillerie gelang die Einnahme der Festungswerke binnen weniger Tage, wesentlich schneller als aufgrund der Erfahrung bei der Belagerung von Lüttich zunächst befürchtet. Das Korps wurde daraufhin nach Ostpreußen verlegt und beteiligte sich an der Schlacht an den Masurischen Seen auf dem linken Flügel der 8. Armee unter Paul von Hindenburg. Im Oktober 1914 stieß sein Korps während der Schlacht an der Weichsel mit der neu gebildeten 9. Armee bis Iwangorod vor, musste sich aber bis Monatsende vor der russischen Übermacht nach Westen zurückziehen. Im Februar 1915 übernahm er das Kommando der mit einigen Ergänzungen gebildeten „Armeegruppe Gallwitz“, die später in 12. Armee umbenannt wurde. Vom 20. bis 24. Februar drängte Gallwitz die russische Armee unter General Pawel Plehwe in der Ersten Schlacht um Przasnysz zurück, musste dann aber im März in seine Ausgangsstellung zurückweichen. In der Zweiten Schlacht bei Przasnysz während des Sommerfeldzuges erreichte er zwischen dem 13. und 15. Juli 1915 den allgemeinen Durchbruch am Narew.
Am 30. September 1915 wurde Gallwitz Oberbefehlshaber der neu aufgestellten 11. Armee, um unter dem zum Generalfeldmarschall beförderten August von Mackensen den Feldzug gegen Serbien zu führen. Am 6. Oktober 1915 gelang der Donauübergang bei Semendria. Zusammen mit der k.u.k. 3. Armee unter General Hermann Kövess gelang am 9. Oktober auch die Eroberung von Belgrad. Bis Anfang Dezember erreichten seine Truppen im Zusammenwirken mit den verbündeten Bulgaren Monastir, danach wurden die meisten deutschen Truppen wieder abgezogen, das Armeeoberkommando verblieb aber in Makedonien. Für seine Verdienste im Osten und am Balkan wurde Gallwitz am 24. Juli 1915 mit dem Orden Pour le Mérite und am 28. September 1915 mit dem Eichenlaub zum Pour le Mérite ausgezeichnet.
Im März 1916 wurde Gallwitz zurück an die Westfront versetzt, wo er als Befehlshaber der „Angriffsgruppe West“ der 5. Armee bei der Schlacht um Verdun zum Einsatz kam. Nach dem Beginn der Schlacht an der Somme erhielt er vom 19. Juli bis zum 16. Dezember 1916 den Oberbefehl der 2. Armee, gleichzeitig war er bis Ende August Oberbefehlshaber der temporären „Heeresgruppe Gallwitz“, die kurz darauf in die neue „Heeresgruppe Kronprinz Rupprecht“ überführt wurde, und koordinierte die Verteidigung südlich des Flusses. Im Dezember 1916 übernahm er die 5. Armee im Raum Verdun, die er bis kurz vor Kriegsende führte. Seit Januar 1918 befehligte er gleichzeitig eine erneut gebildete „Heeresgruppe Gallwitz“, zu der neben der 5. Armee zusätzlich die Armeeabteilung C gehörte. Mit dieser kämpfte er unter anderem in der Schlacht von St. Mihiel und anschließend während der Maas-Argonnen-Offensive gegen das amerikanische Expeditionskorps.
Von Gallwitz befürwortete noch am 28. Oktober 1918 bei einer Anhörung in Berlin die Fortsetzung des aussichtslos gewordenen Krieges, nachdem die Oberste Heeresleitung (OHL) unter Führung von Generalfeldmarschall von Hindenburg und General Ludendorff einen Monat zuvor, am 29. September, die Reichsregierung damit beauftragt hatte, Waffenstillstandsverhandlungen einzuleiten, was diese am 4. Oktober auf erneutes Drängen der OHL den Alliierten vorschlug. Ebenfalls am 28. Oktober 1918 erfolgte eine Abänderung der Verfassung (Oktoberreformen), die das Reich in eine parlamentarische Monarchie umwandelte. Am nächsten Tag, verließ Kaiser Wilhelm II. seinen Beratern folgend Berlin in Richtung des OHL-Hauptquartiers im belgischen Spa, um sich so unter dem Beistand der Heerführer den Rücktrittsforderungen entgegensetzen zu können. Am Abend des 29. erfolgte der Einsatzbefehl zum Angriff auf die englische Flotten, was die Meuterei von Besatzungen der deutschen Hochseeflotte auslöste. Zu diesem Zeitpunkt, Ende Oktober 1918, sprach Ludendorff schon von der zur Dolchstoßlegende führenden Idee, den linken Regierungsparteien „das Odium dieses Friedensschlusses“ anzulasten. Auch von Gallwitz machte sich das Wort von Hindenburgs von der „im Felde unbesiegt[en]“ Armee zu eigen und vertrat dies später als DNVP-Abgeordneter.
Für die Abwehrerfolge während der Schlacht an der Somme erhielt Gallwitz auch das Großkreuz des Roten Adlerordens sowie am 23. Dezember 1917 den Schwarzen Adlerorden. Kaiser Wilhelm II. ordnete außerdem 1918 an, dass einer der acht Wehrtürme des alten Ordensschlosses Marienburg nach General von Gallwitz zu benennen sei.

### Nachkriegszeit
Nach seinem Abschied in den Ruhestand war Max von Gallwitz von 1920 bis 1924 als Abgeordneter der Deutschnationalen Volkspartei Mitglied des Reichstages. Im Oktober 1931 nahm er an der Gründungsversammlung der Harzburger Front teil. Laut dem Historiker Holger Afflerbach war er „[a]ls Vertreter eines politischen Katholizismus rechts vom Zentrum (…) ein ausgeprägter Antisemit.“ Er starb während einer Erholungsreise in Italien. Er liegt auf dem Hauptfriedhof Freiburg im Breisgau begraben.

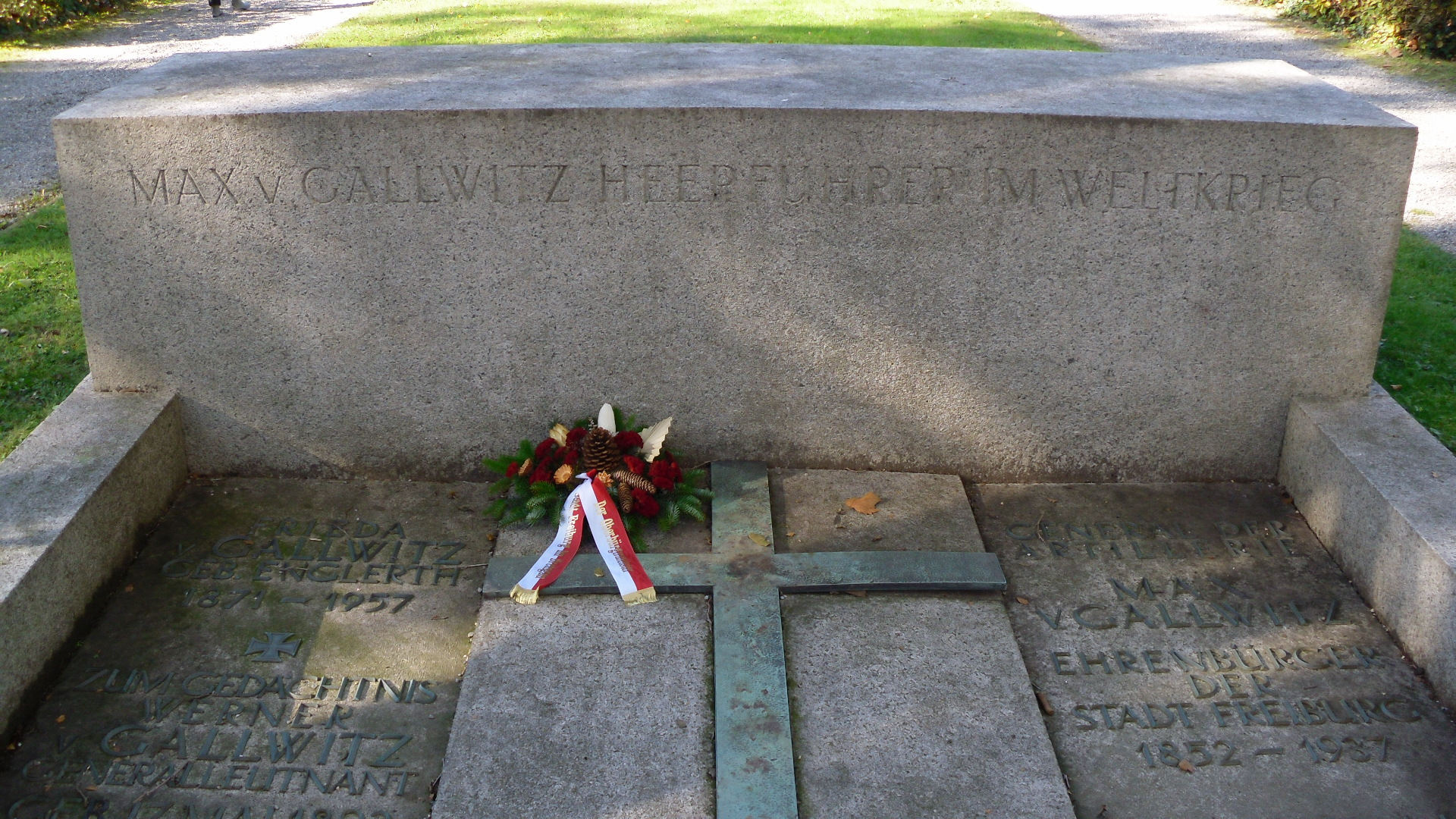
Grab Max von Gallwitz

### Zitat
Einer Überlieferung zufolge soll Gallwitz nach der Schlacht an der Somme folgenden Ausspruch über die tapfer kämpfenden britischen Soldaten getätigt haben: „Nirgendwo sonst habe ich solch tapfere Löwen gesehen, die von solchen Lämmern angeführt wurden.“ Diese Aussage fand Eingang in den Titel des 2007 erschienenen Spielfilms Von Löwen und Lämmern.
Dieses angebliche Zitat findet sich aber weder in den veröffentlichten Memoiren von Gallwitz (Erleben im Westen 1916–1918) noch in seinen Tagebüchern und ist somit wahrscheinlich ins Reich der Legende einzuordnen.

## Ehrungen

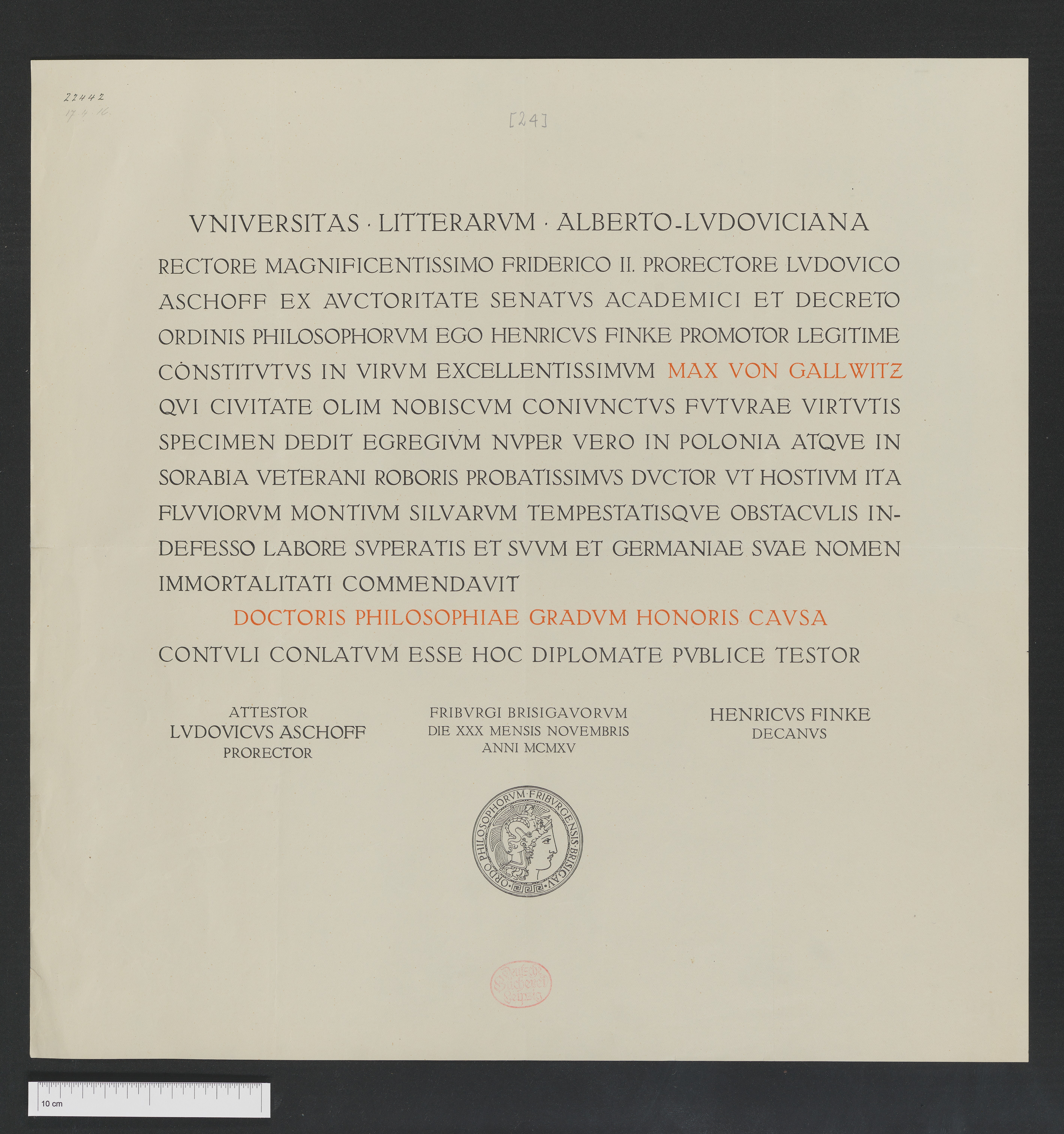
Ehrendoktorwürde der Universität Freiburg für Max von Gallwitz

Nach Max von Gallwitz wurden Kasernen in Aachen (Gallwitz-Kaserne, seit 2014 Dr.-Leo-Löwenstein-Kaserne), Bonn (Gallwitz-Kaserne, seit 2004 stillgelegt), Freiburg (heute Breisacher Hof), Hildesheim (seit 2003 stillgelegt) und Ulm (1944/45 teilweise zerstört) benannt.
Am 30. November 1915 erhielt von Gallwitz die Ehrendoktorwürde der Albert-Ludwigs-Universität zu Freiburg (Dr. phil. h. c.). Ebenfalls 1915 wurde er zum Ehrenbürger der Stadt Freiburg im Breisgau ernannt. Eine Straße im sogenannten Heldenviertel wurde 1934 nach ihm benannt. Dadurch sollte damals eine Militärperson geehrt werden, die die „Wiederwehrhaftmachung“ im nationalsozialistischen Sinn unterstützte. Die 2012 berufene Kommission zur Überprüfung der Freiburger Straßennamen sprach sich für eine Umbenennung der Straße zugunsten einer Person aus, die den Ersten Weltkrieg nicht heroisierte; die Wahl fiel auf Matthias Erzberger. U. a. wurde von Gallwitz vorgeworfen, noch Ende Oktober 1918 die Weiterführung des Krieges befürwortet, sowie maßgeblich dem Nationalsozialismus Vorschub geleistet zu haben, indem er die Losung von der „im Felde unbesiegten“ deutschen Armee, und damit die Dolchstoßlegende propagierte, als deutsch-nationaler Revisionist den Versailler Vertrag als „Schanddiktat“ denunzierte und 1931 an der Gründungsversammlung der Harzburger Front teilnahm. Eine erklärende Tafel wurde dem neuen Straßenschild hinzugefügt. In Berlin-Lankwitz bekam die 1937 so benannte Gallwitzallee keinen neuen Namen, sondern es wurde eine informierende Stele aufgestellt. Das Gallwitzufer in Köln-Riehl wurde schon 1946 in Niederländer Ufer umbenannt.
Der Verein Deutscher Studenten Freiburg ernannte Gallwitz zu seinem Ehrenmitglied. Als während des Nationalsozialismus alle Studentenverbindungen ihren Aktivenbetrieb einstellen und stattdessen Kameradschaften des NS-Studentenbundes aufstellen mussten, bildete der vormalige VDSt Freiburg die nach seinem Ehrenmitglied benannte Kameradschaft von Gallwitz. Diese nahm aber später den Namen Kameradschaft Erwin von Steinbach an, da nach den Bestimmungen des NSDStB Kameradschaften nicht nach lebenden Personen benannt werden sollten.

## Schriften
- Meine Führertätigkeit im Weltkriege 1914–1916. Belgien–Osten–Balkan. Mittler & Sohn, Berlin 1929.[20]
- Erleben im Westen 1916–1918. Mittler & Sohn, Berlin 1932.